# Manfred Feulner
Manfred Feulner (* 1922 in Neuötting; † 2011) war ein deutscher Heimatforscher, Sachbuchautor und Gemeindearchivar von Berchtesgaden, der zahlreiche heimatkundliche Sachbücher zur Geschichte des Berchtesgadener Landes veröffentlichte.

## Leben und Wirken
Manfred Feulner wurde 1955 an der Ludwig-Maximilians-Universität München promoviert; der Titel seiner für die Naturwissenschaftliche Fakultät verfassten Dissertation lautete Terrassenuntersuchungen auf der Münchner Niederterrasse. Bis zu seiner Pensionierung als Studiendirektor unterrichtete er am Gymnasium Berchtesgaden vorrangig die Fächer Deutsch, Erdkunde und Geschichte. Er lebte mit seiner Familie im Berchtesgadener Ortsteil Am Etzerschlössl.
Seine teilweise in mehreren Auflagen erschienenen Sachbuchveröffentlichungen befassten sich u. a. mit der historischen Entwicklung des Berchtesgadener Landes vom Klosterstift Berchtesgaden zur über mehrere Jahrhunderte reichsunmittelbaren und damit eigenständigen Fürstpropstei Berchtesgaden. Als langjähriges Mitglied des Vereins für Heimatkunde des Berchtesgadener Landes (heute: Heimatkundeverein Berchtesgaden e. V.) hatte er auch zahlreiche Veröffentlichungen in der Schriftenreihe des Heimatkundevereins.
Die Grabstätte von Manfred Feulner ist in Schönau am Königssee auf dem Bergfriedhof.

## Bibliografie
- Terrassenuntersuchungen auf der Münchner Niederterrasse. Dissertation, München 1955. DNB 480161704.
- Die berühmte Berchtesgadener Soleleitung. Mit Zeichnungen von Paul Ernst Rattelmüller (= Berchtesgadener Schriftenreihe, Nr. 6). Verlag Berchtesgadener Anzeiger, Berchtesgaden 1969 (3. Aufl. 1988), ISBN 3-925647-03-1.
- Berchtesgaden und seine Könige (= Berchtesgadener Schriftenreihe, Nr. 15). Verlag Berchtesgadener Anzeiger, Berchtesgaden 1980. DNB 840082983.
- Berchtesgadener Schicksalsjahre 1803–1816 – vom Fürstenstaat zum bayer. Landgericht (= Berchtesgadener Schriftenreihe, Nr. 17). Verlag Berchtesgadener Anzeiger, Berchtesgaden 1982. DNB 840082991.
- Berchtesgaden – Geschichte des Landes und seiner Bewohner. Berchtesgaden 1985 (4. Aufl. 2002), ISBN 3-925647-30-9.
- Der Liebesbund und andere mildtätige Stiftungen im alten Berchtesgaden. Zur Sozialgeschichte (= Berchtesgadener Schriftenreihe, Nr. 21). Verlag Berchtesgadener Anzeiger, Berchtesgaden 1989, ISBN 3-925647-04-X.
- Richard Voß in Berchtesgaden. Berchtesgaden 1998, ISBN 3-925647-22-8.
- Berchtesgadener Geschichte(n) – Rund um den Schloßplatz. Teil 1. Aufsatzsammlung. Berchtesgaden 2001, ISBN 3-925647-29-5.
- Berchtesgadener Geschichte(n) – Aus alter und neuer Zeit. Teil 2. Aufsatzsammlung. Berchtesgaden 2004, ISBN 3-925647-38-4.